# 1448 Ліндбладія
1448 Ліндбладія (1448 Lindbladia) — астероїд головного поясу, відкритий 16 лютого 1938 року.
Тіссеранів параметр щодо Юпітера — 3,513.